# Джамму
Джамму произношениео файле (Догри: जम्मू, Урду: جموں), также известно как Дуггар, один из двух регионов союзной территории Джамму и Кашмир.
Город Джамму — крупнейший город и зимняя столица штата. Город называют «Храмовый город», так как в нём имеется много храмов и святилищ, с блестящими шикхарами, возвышающимися над линией горизонта и показывающими, что это великий индуистский город.
Знаменитый храм Вайшно-деви привлекает множество паломников со всей Индии. Большинство населения 2,7 миллионного Джамму — индуисты, но мусульмане и Сикхи оказывают значительное культурное влияние на регион. Развитие инфраструктуры превратило Джамму в экономическое сердце штата.

## География

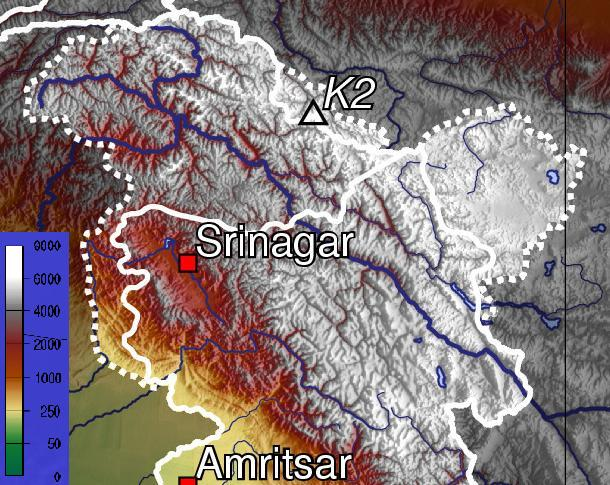
Джамму отделено от Кашмира хребтом Пир-Панджал.

Джамму граничит с Кашмиром на севере, Ладаком на востоке, и Химачал-Прадешем и Пенджаб на юге. На западе Линия контроля отделяет Джамму от пакистанского Азад-Кашмира. Зажатое между Кашмирской долиной на севере и равниной Дамен Кох на юге, Сивалик охватывает бо́льшую часть Джамму. Пир-Панджал, холмы Трикута и низменность реки Тави добавляют красоту и разнообразие территории Джамму.
Народность, населяющая Джамму, называется догра и разговаривает на языке догри.

## История Джамму

Джамму и Кашмирская долина (обведена коричневым).

Местные историки и краеведы считают, что Джамму основал Раджа Джамбу Лочан в 14 веке до н. э.. Он отправился на охоту, и увидел, что у берега Тави (река) коза и лев пьют воду в одном месте. Потом животные спокойно ушли. Вернувшись домой, ражджа сказал друзьям, что, вероятно, эта река — место мира и гармонии. Раджа построил на этом месте дворец и город под названием Джамбу-Нагар, Со временем название изменилось на Джамму. Джамбу Лочан был братом Раджа Баху Лочана, который по легенду построил Форт Баху.
Город упоминается в Махабхарате. Раскопки у Акхнура, в 32 км от Джамм, свидетельствуют о присутствии Харрапской цивилизации.
Памятники Маурья, кушанов, Индо-Сассанидов и Гупта найдены в Джамму. После 480 н. э. здесь главенствовали эфталиты, правившие из Каписы и Кабула. Они сменились Кушано-Эфталитской династией с 565 по 670 н. э., затем Кабул-шахи с 670 по 1000-ные, и наконец газневиды.
Джамму упомянут в истории Тимура. После вторглись Моголы и сикхи, и наконец их сменили британцы. Они правили до раздела Индии, за которым последовала Первая индо-пакистанская война.
Как место пребывания догра — ражпутской династии Джамму попал под контроль Ранджит Синха и в XIX веке стал частью Сикхской империи. Ранджит вскоре назначил Гулаб Сингха правителем Джамму. После смерти Ранджита Пенджаб был разгромлен британцами после того, как Махараджа Дулиб Сингх был захвачен по приказу Ост-индской компании. Не имея сил контролировать холмистые районы Пенджаба самим, англичане поставили Гулаб Сингха, сильнейшего правителя долины Сатлендж, правителем Джамму и Кашмира. Британцы взыскали с него долги на 7.5 млн рупий и признали его правителем штата. Гулаб Сингх считается основателем этого штата.
В 1947 году Махараджа Хари Сингх решил не присоединятся к Пакистану или Индии, а оставить княжество независимым. Этнические и религиозные столкновения стали дестабилизировать Джамму и Кашмир.

## Демография
Догра — 67 % населения региона. Также много панджабцев, главным образом индуисты и сикхи.
Среди индуистов преобладают касты брахманов и раджпутов. По переписи 1941, 30 % из индуистов — брахманы, 27 % раджпуты, 15 % тхаккары, 4 % джаты и 8 % кхатри.

## Округа

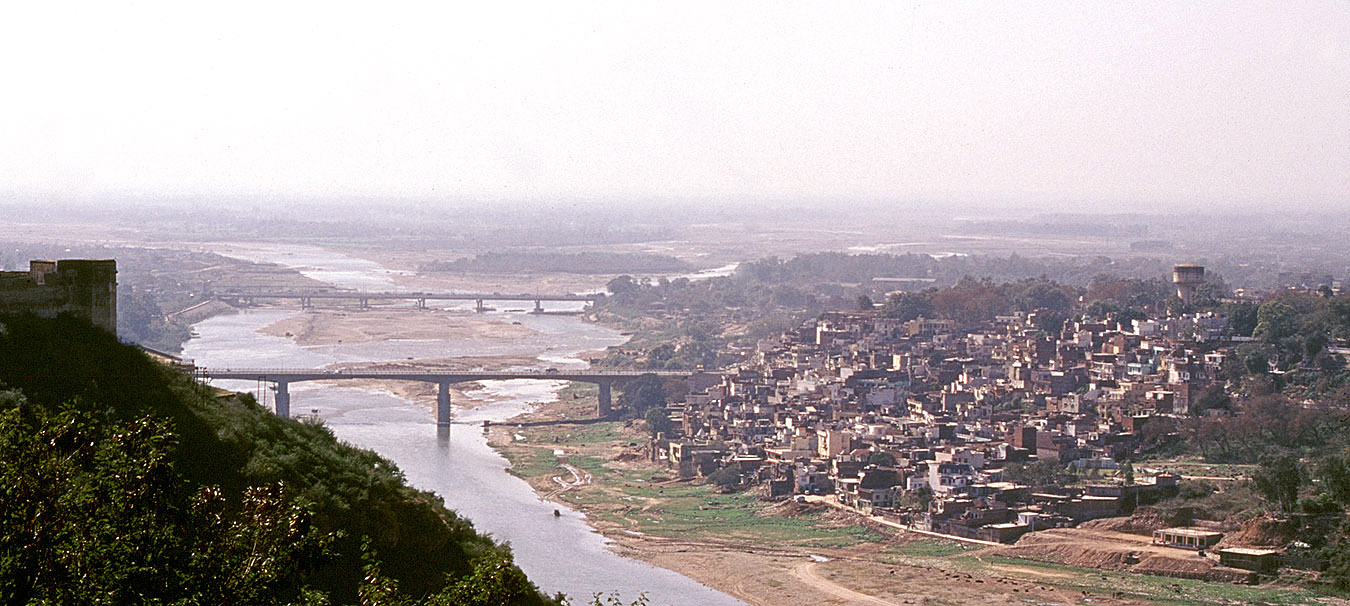
Тави у города Джамму, фото Пауля ла Порта

В Джамму 10 округов:
- Округ Дода
- Округ Джамму
- Округ Катхуа
- Округ Киштвар
- Округ Пунч
- Округ Раджоури
- Округ Риаси
- Округ Рамбан
- Округ Самба
- Округ Удхампур

## Достопримечательности
Джамму славится своими видами, древними храмами, индуистскими святилищами, Амар Махалом (сейчас музей) , садами и фортами. Индуистский храм Амарнатх и Вайшно Деви привлекают десятки тысяч паломников. Туристы, предпочитающие активные туры, также едут в Джаму. В Джамму исламский архитектурный стиль сочетается с индуистским.

### Пурмандал
Пурмандал, иначе Чхота Каши, расположена в 35 км от Джамму. Это древняя святыня, несколько храмов Шивы и других богов. На Маха-Шиваратри здесь проходит фестиваль.

### Вайшно-Деви

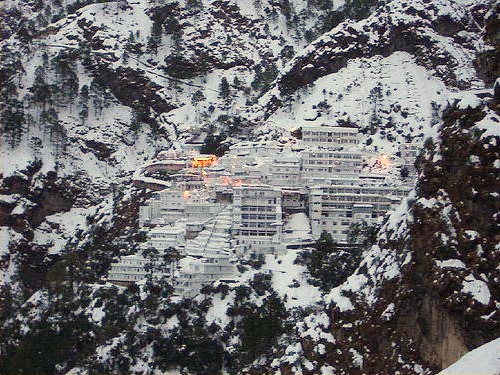
Вайшно-деви посещают миллионы индуистов.

Город Катра расположен недалеко от Вайшно-Деви. На вершине Трикута на высоте 1700 м находится священная пещера Вайшно-Деви. Удалена от Джамму на 48 км, пещера 30 м длиной и 1,5 м высотой. Пещера олицетворяет три формы богини — Махакали, Махалакшми и Махасарасвати. Паломники начинают путь к храму, который лежит в 13 км от Катры. Они идут через узкий проход, мимо ледяных вод к священной пещере, в которой Великая Богиня пряталась от демона, которого потом убила.

### Нандини
Нандини — святилище дикой природы, названо так из-за того, что здесь на свободе живёт множество фазанов. Также здесь обитают обыкновенная майна, сизый голубь, обыкновенный павлин, банкивский петух, фазан Валлиха и кеклик.
На территории 34 км² живут млекопитающие: леопард, кабан, макак-резус, нахур и серый лангур.

### Озеро Манасбал

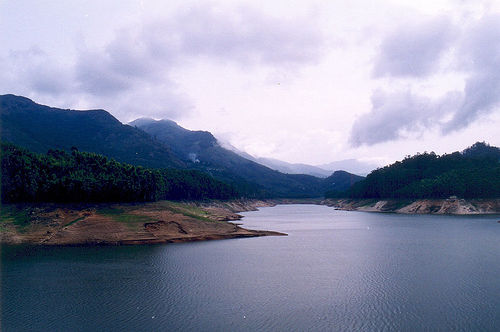
Озеро Мансар

Расположенное в 62 км от Джамму озеро Мансар — прекрасный водоём, окружённый лесистыми холмами, более 1,5 км в длину и почти километр в ширину. 34°14′54″ с. ш. 74°40′03″ в. д. Это священное место и популярный экскурсионный маршрут.
Храм Ананта-шеша на восточном берегу озера. В центре святилища расположен большой валун, а рядом — железные цепи, которые символизируют змеев, охраняющих покой Ананта-шеша, которого символизирует камень. Молодожёны обходят три раза (Перикарма) вокруг озера, чтобы их благословил Ананта-шеша.
Древний храм Умапати Махадев и Нарсимха и храм Дурги расположены недалеко от озера и многие индусы омываются в его священных водах.
Некоторые совершают здесь чудакарана — острижение волос детей.
В последнее время озеро стало популярно у туристов, которые наблюдают за местной фауной. Гуджары, проживающие около озера, носят традиционные костюмы и занимаются ремёслами, так они получают дополнительный доход от туризма.
Дорога к озеру Мансар ведет от Патханкота до Удхампура. Удхампур — город стратегического значения, соединён с Национальным шоссе № 1A. Дорога идёт от Мансара или Самбы до Удхампура в обход города Джамму. Озеро Суринсар — маленькое озеро около Мансара, в 24 км от Джамму по объездной дороге.

### Форт Баху
Форт Баху является также храмом. Он расположен в 5 км от Джамму на скале на левом берегу реки Тави. Это, скорее всего, старейшая крепость в Джамму. Возведённый раджой Бахулочаном 300 лет назад, форт был перестроен догрскими правителями. Внутри форта храм, посвящённый Кали. Каждый вторник и воскресенье паломники посещают храм и участвуют в поклонении реке Тави. Также форт окружён садами, в которых жители устраивают пикники.
Багх-И-Баху — знаменитый могольский сад на берегу реки Тави. Из сада открывается вид на старый город и на Тави. Сад служит местом отдыха, также там есть кафетерий.
На объездной дороге за фортом расположен лес, в котором находятся руины древнего храма Махамайи (мать Будды Шакьямуни). Этот прекрасный храм был заброшен 14 веков назад. Новый храм на этом месте был построен после коронации махараджа Гулаб Синха в 1822. Это храм был посвящён Махакали (хотя его иногда называют Махамайа) и он считается вторым по значимости после Мата Вайшно-Деви по мистической силе.

### Храм Рагхунат
Среди храмов Джамму Рагхунат Мандир32°43′49″ с. ш. 74°51′43″ в. д. занимает центральное место как находящийся в сердце города. В 1857 Гулаб Сингх начал возводить его. Внутри стены храма покрыты золотыми листами. В храме есть залы с тысячами Шалаграма-шила. Вокруг расположены святилища богов и богинь, связанных с Рамаяной. В храме семь святилищ, и над каждым возведена башня. Это крупнейший храмовый комплекс северной Индии. Несмотря на молодость, храм собрал великолепную библиотеку, славится редкими священными текстами и санскритскими рукописями. В архитектуре храма, в его арках, двориках, и нишах чувствуется влияние архитектурного стиля моголов. Внутри храм обильно украшался золотом. Главное святилище посвящено Господу Вишне, точнее его воплощению — Раме, покровителю догров.

### Пещера Пир Кхо
Шиваистские храмы Пещера Пир Кхо, Панчабхатар и Ранбирешвар расположены на берегу Тави. На берегу Тави в Пир Кхо Джамбавантха медвежий бог из Рамаяны предавался медитациям. В Ранбирешваре лингамы Шивы, вырезанные из кристаллов, также галереи с тысячами салиграмов, установленных на каменных плитах. Он расположен на Шалимарской дороге около Нового Секритариата и построен махараджей Ранбир Сингхом в 1883 году. Центральный лингам высотой в 230 см, 12 кристаллических лингамов высотой от 15 см to 38 см и галереи тысяч простых лингамов на каменных плитах.

### Шивкхори
Знаменитый храм-пещера Шивкхори , расположенная в районе Риси, является природным шава-лингамом. Это одна из самых почитаемых святынь — пещеры Шивы. Пещера более чем 150 метров длиной и внутри 120-сантиметровый Сваямбху Лиггам, который омывается известковой жидкостью молочного цвета, стекающей с потолка. Пещера является уникальным природным образованием и по мнению верующих наполнена божественной силой, она известна как «Дом Богов». Дорога из Джамму до пещеры идёт мимо живописных гор, водопадов и озёр.

### Городской центр Джамму
В Джамму находится вращающийся ресторан Фалак на вершине отеля «KC Residency». Рагунат Базар часто посещается туристами для шопинга. Известны Гандхи Нагар, рынок Гол, и улица Апсара. Местом прогулок служит «Зелёный пояс» — бульвар с красивыми бунгало для отдыха. Раджиндер-Парк на улице Канала построен недавно[когда?]. Парк находится между двумя каналами и в центре фонтан, подсвеченный в ночное время, в парке есть места для детского отдыха.
«Городская Площадь» («City Square») — главный торговый центр, одежда, аксессуары и рестораны под одной крышей. Также новый торговый комплекс Баху-Плаза в районе Трикута Нагар часто посещается молодёжью и разными специалистами. В Биху-Плаза находятся офисы некоторых фирм и мобильных операторов: Эиртел, БНСЛ, Vodafone, Эирцел, Релианс и Тата Телесервис. «K.C. Cineplex» стал первым мультиплексом в городу, старый кинотеатр «Индира» был также перестроен в мультиплекс «K.C. Central».
Джамму знаменит шоколадными Барфи, Сунд панджири, Патисой и местным блюдом — Раджма (с рисом), особенно популярным в Джамму.

## Праздники Джамму

### Лохри(13 января)
Празднуется начало весны, также называется Макар Санкранти. Это праздник отмечает всё Джамму.
Тысячи жителей купаются в реке, ритуал называется Хаван Ягнас, свечи зажигают почти в каждом доме Джамму. В деревнях молодожёны и молодые родители дарят подарки местным детям.
Танцуют Чаджджа, мальчики выстраивают длинную процессию-чаджджадс, украшают себя гирляндами из цветов и с песнями и барабанным боем продвигаются по улицам.

### Вайсакхи (апрель 13 или 14)
Название Вайсакхи дано по первому месяцу викрамского календаря. Каждый год в первый день Вайсакхи люда Джамму празднуют. Его называют «праздник урожая» и считают его благоприятным для брака. Верующие прыгают в реки, каналы, пруды. Люди идут в храм Нагбини праздновать Новый Год.
Открываются ярмарки и тысячи людей приходят посмотреть на пенджабский танец Бхангра. Для джаммских сикхов Вайсакхи — день десятого Гуру, Сингх, Гобинд, основатель секты Кхалса в 1699. Гурдвары полны людей, слушающих киртаны, играющих и отмечающих ‘прасад’ совместной трапезой ('лангар').

### Баху Мела (март-апрель и сентябрь-октябрь)
Главный праздник храма Кали в Форте Баху, празднуется дважды в году.

### Чайтре Чаудаш (март-апрель)
Чайтре Чаудаш празднуется у Уттар Бехни и пурмандала, в 25 км и 28 от Джамму соответственно. Уттар Бехни назван так потому, что река Девак (местное название Гупт-Ганга) течёт здесь в северном направлении.

### Пурмандал Мела(февраль-март)
Пурмандал находится в 39 км от Джамму. На Маха-Шиваратри люди празднуют свадьбу владыки Шивы с богиней Парвати. Жители Джамму также празднуют Шиварати у пещеры Пир Кхох, храма Ранбирешвар и храма Ранджбхактар. Шиваратри празднуется во всём Джамму.

### Джхири Мела (октябрь-ноябрь)
Ежегодная ярмарка в честь Баба Джиту, простого фермера, покончившего с собой, вместо того, чтобы отказаться от своего урожая по требованию местного лорда. Он жил в деревне Джхири, 14 км от Джамму. Люди собираются в деревне, чтобы почтить память храброго и честного Баба Джиту.

### Наваратри (сентябрь-октябрь)
Хотя ятра к святилищу Мата Вайшно-Деви не прекращается весь год, но паломничество во время Навратри считается наиболее благоприятным. Показывая уважение местной культуры, наследия и традиций, Департамент Туризма учредил фестиваль Навратри в сентябре/октябре на 9 благоприятных дней. Праздник сопровождают концерты популярных исполнителей, организуются туристические поездки, вообще из фестиваля сделали «витрину» штата Джамму. Паломники стекаются к Вайшно-Деви в этот период.

### Урс (круглый год)
«Урс» (или зиаратс) — типичный кашмирский праздник. Урс отмечают местные мусульмане у мавзолеев святых в годовщину их смерти. Поговорка гласит: « Если снег, то будет Урс у Миша Сахиб, если ветер, тогда Урс у Батамол Сахиб случится, а дождь идёт по случаю Урс у Бахауддина». То есть Урс отмечается несмотря на плохую погоду.

## Образование
- Университет Джамму
- Государственный колледж инженерного дела и технологии, Джамму
- Университетская школа Махараджа Харисингх
- Государственный медицинский колледж и госпиталь, Джамму.
- Модельный Институт Инженерного дела и Технологии (M.I.E.T), Кот Вхалвал, Джамму
- Колледж инженерного дела и технологии (MBSCET) Маханта Бачиттара Сингха, Джамму
- (I.C.E.S.) Колледж инженерного дела и технологии
- Колледж медицины и госпиталь Ачарья Шри Чандера
- Шри Пратар Мемориал Раджпут, бизнес-колледж, B.B.A, B.C.A.[уточнить]
- Шер-и-Кашмир Университет Агрономии — Джамму[уточнить]
- Факультет Ветеринарии и Животноводства , R.S.Pura[уточнить]
- Сайник Нагрота школа[уточнить]